# Szakłak palestyński
Szakłak palestyński (Rhamnus palaestina Boiss.) – gatunek krzewu należący do rodziny szakłakowatych (Rhamnaceae). Występuje w Azji Zachodniej od Libanu po półwysep Synaj i Arabię Saudyjską.

## Charakterystyka
Ciernisty krzew występujący w zbiorowiskach roślinnych typu makia.

## Zastosowanie
Wraz z innymi ciernistymi krzewami używany był dawniej do budowy płotów ogradzających winnice i pola, w celu ich ochrony przed zwierzętami. Ogrodzenie takie składało się z niskiego murku z układanych luzem kamieni, na którym montowano cierniste krzewy. Opisane jest w kilku miejscach Biblii, np.: Wj 22,5, Iz 5,5, Oz 2,8, Mk 12,1. Szakłak palestyński w Ziemi Świętej jest pospolity.